# Axel Werner
Axel Werner (Rafaela, 28 februari 1996) is een Argentijns voetballer die als doelman speelt. Hij tekende in juli 2016 bij Atlético Madrid, dat hem overnam van Atlético Rafaela.

## Clubcarrière
Werner speelde in de jeugd bij Atlético Rafaela. Hij debuteerde op 3 oktober 2015 in de Argentijnse Primera División, tegen Arsenal de Sarandí. In zijn debuutseizoen speelde de doelman twee competitieduels. Het seizoen erop speelde hij negen competitiewedstrijden. Atlético Rafaela verkocht Werner in juli 2016 aan Atlético Madrid, waar hij een vijfjarig contract tekende.

## Erelijst
Boca Juniors
- Primera División: 2016/17

 Atlético Madrid
- UEFA Europa League: 2017/18